# نموذج موارد رأس المال والأداء والتوسع
إن نموذج موارد رأس المال والأداء والتوسع (CPS) هو مجموعة من أطر العمل الخاصة بتحليل الحالات التي يوصي بها التحالف العالمي للإستراتيجيات بالتعاون مع المدرسة الأوروبية للإدارة والتكنولوجيا ويُستخدم على نطاق واسع لتقييم الاستدامة والقدرة التنافسية لأي مؤسسة.

## الإصدارات
يضم نموذج CPS العديد من الإصدارات المنشورة، وكان أحدث هذه الإصدارات المنقحة الإصدار الذي طوره دكتور بي في ليلي في أغسطس عام 2006.

## أطر العمل
يضم نموذج CPS، في إصداره الأكثر شيوعًا، خمسة من أطر العمل:
- MAN-CHA
- قيمة دائرة الصحة والسلامة المهنية (BOSH)
  - مجموع نقاط مركز التحليل الإحصائي (SAC)
  - مجموع نقاط ENPT
  - مجموع نقاط Y.U.K.U.
- مؤشر قيمة الاشتقاق التفاضلي (DVD)
- إطار عمل tri-VIN
- استقطاب التكنولوجيا بقوة شراء عادية

## التطبيقات والنقد
يعد نموذج CPS مفيدًا جدًا في السلع الاستهلاكية المعمرة وصناعات السلع الاستهلاكية سريعة الدوران (FMCG). على الرغم من ذلك، أخفق النموذج في أن يكون فعالاً في عمليات التصنيع.
في العديد من الأعمال الناشئة مثل خدمات البرامج والاستعانة بمصادر خارجية لتنفيذ الأعمال (BPO)، يعطي مؤشر DVD قيمة سلبية، مما يجعل النموذج غير ضروري.